# 福野礼一郎
福野 礼一郎（ふくの れいいちろう、1956年 - ）は、日本の自動車評論家。日本カー・オブ・ザ・イヤー選考委員を務めた。
1980年代前半に走り屋系雑誌『オプション』の編集部を経て、1987年頃には外車雑誌『ゲンロク』の編集長代行を務めた。1988年頃からしばらくはフリーの自動車評論家として『カー・アンド・ドライバー』をはじめとする自動車専門誌や一般誌に多数の連載記事を執筆。
1994年頃、『CarEX』誌に編集顧問という形で関わる。その後『CarEX』誌上において「TOKYO中古車研究所™（略称：T中研™）」の連載を開始。T中研は掲載紙を『くるまにあ』へと換えながら、2004年2月号まで連載された。その後は編集部の都合により連載打ち切りとなるが、2006年3月より同誌の姉妹誌である『特選外車情報エフロード』において復活した。
評論では自動車部品や製造工程、材質を重視する。
東京都出身。暴走族出身。30年間で39台車を買ったのは独身だったから可能だったと語る。

## TOKYO中古車研究所
「TOKYO中古車研究所」は福野が書いた連載であり2003年にムックとして復刻された。福野礼一郎の他、中古車販売業の荒井克尚をはじめ数名のメンバーで構成され、各メンバーによって執筆された記事を不定期に連載している。雑誌への掲載は毎月あるが、主題となる記事が試乗記であったり座談会であったり、メカニズムの解説であったりと月ごとの連続性が薄い。
連載当初は、福野が別誌用に用意していた企画が流れたため、その内容を掲載していたが、次第に試乗記などの内容が主となった。
試乗に関する記事では、「東京メトロテスト」と称して都内の同じコースを同じ条件で行うため、対初期型・対前モデルなど年代を超えて比較できたほか、モデルによってはサイクルスポーツセンターでのスポーツ走行を行い（ほぼ）同条件での比較をおこなっていたが、連載後期ではコスト面からコース貸切が困難となり企画が行われなくなっていった。
T中研の記事は、福野がマネージメント契約していた「有限会社MPI」の外部編集記事として掲載していたため、記事の冒頭に「企画・構成（有）MPI」とクレジットされていたが、後期の記事ではエフロード編集部＋福野礼一郎といったクレジットになっており、MPIの表記はなくなった。（文責は、福野の他にMPIの西山氏がクレジットされており、エフロード編集員は記載されていない）

## 愛車遍歴
- 2000年式 - フェラーリ・360スパイダー[5]
- 1995年式 - ビュイック・リヴィエラ[6]
- ポルシェ・カレラ2
- 1989年式 - 日産・フェアレディZ（Z32）300ZX
- トヨタ・セルシオ
- 1988年式 - ロールス・ロイス・シルヴァースピリット - レストアのルポルタージュをまとめた[7]。なお、この車両の元の所有者は作家の西村京太郎である。
- フェラーリ・テスタロッサ
- 1981年式 - トヨタ・セリカXX 2800GT（新車） - ボルトオン・ターボで改造[8]。オプション誌のテストカーとして同誌紙面に登場。
- フェラーリ・328 GTS
- フェラーリ・308
- 1977年式 - マセラティ・メラク - レストア過程を回想[9]。
- 1974年式 - フェラーリ・365GT4BB イギリス仕様車 - 『クルマの神様』のテストフェーズにおいて本人談「人生最後のクルマにする」。搭載エンジンを、国内スペシャリストが完全にレストアした[10]。メカ関係のコスメティックレストアは、すべて自分で行った[11]。
- フェラーリ・365GTB/4

## 現在の連載
- 『特選外車情報エフロード』：「TOKYOスーパーカー研究所（Tスー研）」:2012年11月号で終了→「晴れた日はクルマに乗ろう」
- 『カーグラフィック』：「新クルマはかくして作られる」→「クルマの教室（ボディー、シャシー編）」→ エンジン編は『モーターファン・イラストレーテッド』に移動
- 『ル・ボラン』：「近頃のクルマ事情」
- 『ゲーテ』：「如何にしてブランドはカタチを作り、カタチはブランドにイメージを与えるのか」
- 『モーターファン・イラストレーテッド』：「福野礼一郎ニューカー二番搾り」
- 『モーターファン』：名車再考「現代の視点」→ モーターファン廃刊後、モーターファン・イラストレーテッドにて「クルマの教室」に代わる連載「バブルへの死角」として復活
- 『熱風』：「へそ曲がりメカ放談」

## 主な著書
- 福野礼名義『世界の名車グラフティ ポルシェ』岡崎宏司編、新潮社〈新潮文庫〉、1983年10月 ISBN 4101320012
- 『福野礼一郎のクルマ屋でごめんなさい』三推社、1994年7月 ISBN 4062070634
- 『福野礼一郎のスーパーカー型録』ネコパブリッシング、1996年12月
- 『ホメずにいられない : オイラが出会った“ホンモノ”なヒト・モノ・クルマ』双葉社、1997年7月 ISBN 4575287555
  - のち双葉社〈双葉文庫〉、2000年10月 ISBN 4575711675
- 『幻のスーパーカー』双葉社、1998年6月 ISBN 4575288403
  - のち双葉社〈双葉文庫〉、2004年3月 ISBN 4575712752
- 福野礼一郎＆TOKYO中古車研究所TM名義『人気中古車スーパーテスト』双葉社、1999年9月 ISBN 4575290173
- 『ホメずにいられない2 : オイラが出会ったクルマ名人芸の一部始終』双葉社、1999年2月 ISBN 4575289337
  - 〈双葉文庫〉、2001年5月 ISBN 457571190X
- 『クルマはかくして作られる : いかにして自動車の部品は設計され生産されているのか』二玄社〈別冊CG〉2001年4月 ISBN 4544910021
- 『自動車ロン』双葉社、2002年9月 ISBN 4575294667
  - のち双葉社〈双葉文庫〉、2006年3月 ISBN 4575713082
- 『またまた自動車ロン』双葉社、2002年12月 ISBN 4575295000
  - のち双葉社〈双葉文庫〉、2006年10月 ISBN 4575713236
- 『超クルマはかくして作られる』二玄社〈別冊CG〉、2003年1月 ISBN 4544910072
- 『狂気撃走小説 バンザイラン』双葉社、2003年3月 ISBN 4575234591
- 『礼一郎式外車批評』双葉社、2003年8月 ISBN 4575295582
- 『いよいよ自動車ロン』双葉社、2004年1月 ISBN 4575296449
  - のち双葉社〈双葉文庫〉、2006年12月 ISBN 4575713287
- 『自動車ロン頂上作戦』双葉社、2004年3月 ISBN 4575296767
- 『極上中古車を作る方法』二玄社〈別冊CG〉、2004年6月 ISBN 454491017X
- 『スーパーカー野郎』双葉社、2004年7月 ISBN 4575296988
- 『福野礼一郎のカーインプレコミック』（作画：中野カンフー・中野トンフー）世界文化社、2004年9月 ISBN 4418044027
- 『福野礼一郎の宇宙 甲』双葉社、2004年12月 ISBN 4575297712
- 『福野礼一郎の宇宙 乙』双葉社、2004年12月 ISBN 4575297720
- 『最後の自動車ロン』双葉社、2005年3月 ISBN 4575297879
- 『The Engine: Ferrari 365GT/4 BB』（写真：小川義文）二玄社、2005年10月 ISBN 4544400023
- 『福野礼一郎 クルマンガ 1』（作画：中野カンフー・中野トンフー）双葉社、2006年9月 ISBN 4575478644
- 『世界自動車戦争論1』双葉社、2008年4月 ISBN 978-4575300277
- 『福野礼一郎スーパーカーファイル』双葉社、2008年7月 ISBN 978-4575300536
- 『福野礼一郎スーパーカーファイル2』双葉社、2008年10月 ISBN 978-4575300765
- 『クルマはかくして作られる3』二玄社〈別冊CG〉、2009年3月 ISBN 978-4544910469
- 監修『DIYレストア』学習研究社〈Gakken Mook〉、2009年9月 ISBN 978-4056056815
- 『クルマはかくして作られる4 : レクサスLFAの設計と生産』カーグラフィック〈CG MOOK〉、2013年3月 ISBN 978-4907234003
- 『福野礼一郎のクルマ論評2014』三栄書房、2014年3月 ISBN 978-4779621314
- 『福野礼一郎あれ以後全集1』カーグラフィック〈CG BOOK〉、2014年7月 ISBN 978-4907234041
- 『福野礼一郎の晴れた日にはクルマに乗ろう総集編 vol.1』マガジンボックス〈M.B.MOOK〉、2015年2月 ISBN 978-4906735594
- 『福野礼一郎の晴れた日にはクルマに乗ろう総集編 vol.2』マガジンボックス〈M.B.MOOK〉、2015年3月 ISBN 978-4906735617
- 『福野礼一郎のクルマ論評2』三栄書房、2015年3月 ISBN 978-4779624438
- 『福野礼一郎あれ以後全集2』カーグラフィック〈CG BOOK〉、2015年9月 ISBN 978-4907234096
- 『福野 礼一郎 新車インプレ2016』三栄書房、2016年4月 ISBN 978-4779628337
- 『クルマはかくして作られる5 : レクサスLSに見る高級車の設計と生産』カーグラフィック〈CG MOOK〉、2016年6月 ISBN 978-4907234102
- 『TOKYO中古車研究所』Vol.1 マガジンボックス〈M.B.MOOK〉、2017年4月 ISBN 978-4866400303
- 『福野礼一郎あれ以後全集3』カーグラフィック〈CG BOOK〉、2017年5月 ISBN 978-4907234133
- 『福野礼一郎あれ以後全集4』カーグラフィック〈CG BOOK〉、2017年5月 ISBN 978-4907234140
- 『福野礼一郎 新車インプレ2017』三栄書房、2017年7月 ISBN 978-4779633171
- 『TOKYO中古車研究所』Vol.2 マガジンボックス〈M.B.MOOK〉、2017年9月 ISBN 978-4866400426
- 『福野礼一郎あれ以後全集5』カーグラフィック〈CG BOOK〉、2018年7月 ISBN 978-4907234195
- 『福野礼一郎あれ以後全集6』カーグラフィック〈CG BOOK〉、2018年7月 ISBN 978-4907234201